# 馬氏麓條鰍
馬氏麓條鰍（學名：Nemacheilus masyae）為輻鰭魚綱鯉形目條鰍科條鰍屬的其中一種。分布於亞洲馬來半島、泰國湄南河流域，體長可達13.5公分，棲息在沙泥底質、水流平緩的河川底層水域，以水生昆蟲及軟體動物為食，生活習性不明，可做為觀賞魚。

## 扩展阅读
維基物種上的相關：馬氏麓條鰍